# كساب العتيبي
كساب بن عبد الرحمن بن كساب العتيبي (مواليد 1970 في الزلفي، السعودية) هو معارض سياسي سعودي سابق، كان يقيم كمعارض بالخارج في المملكة المتحدة منذ عام 1994 حتى عام 2015 قبل أن يعود  إلى السعودية في منتصف شهر مارس من عام 2015.

## نشأته و تعليمه
نشأ في منطقة الجوف شمال السعودية وحاصل على الدكتوراة في العلوم السياسية من إحدى الجامعات البريطانية.

## المعارضة

### الإنضمام للمعارضة في الخارج
إنضم كساب العتيبي في 1994 للجنة الدفاع عن الحقوق الشرعية وعمل في مكتب اللجنة في لندن.

### الإنشقاق عن لجنة الدفاع عن الحقوق الشرعية
في عام 1996 إنشق عن لجنة الدفاع عن الحقوق الشرعية بسبب الخلافات اللتي نشبت بين سعد الفقيه من جهه ومحمد المسعري من جهة أخرى وبسبب مطالبة لجنة الدفاع عن الحقوق الشرعية بإسقاط النظام السعودي بينما يرى كساب العتيبي إصلاح النظام فقط.

### معارض مستقل
أصبح يمارس نشاطه السياسي المعارض من لندن بشكل مستقل وظهر في العديد من وسائل الإعلام ينتقد نظام الحكم في السعودية، إلا أنه كان يرفض عمل لقائات مع قناة العالم الإيرانية.

### منعه من دخول دبي
في 2013 مُنع من دخول الإمارات العربية المتحدة من مطار دبي الدولي ثم أصبح من أشد المنتقدين للحكومة الإماراتية ومحمد بن زايد ولي عهد إمارة أبوظبي.

### بداية المصالحة مع الحكومة السعودية
في نهاية عام 2013 إلتقى كساب العتيبي في سلطنة عمان بالإعلامي داود الشريان الذي يُعرف عنه بأنه مُقرّب من دوائر الحكومة في السعودية. وفي 2014 قام بتوجيه الشكر لمحمد بن نايف بن عبد العزيز آل سعود وزير الداخلية السعودي لأنه أمر بنقل والد كساب بطائرة إخلاء طبي إلى الرياض من أجل العلاج، قبل أن يعود نهائيا إلى السعودية في 16 مارس 2015.